# Octávio Ribeiro Malta
Octávio Ribeiro Malta, também conhecido como Pena Branca (Pernambuco, 1902 — Rio de Janeiro, 25 de abril de 1984), foi um jornalista policial e militante comunista brasileiro.

## História
Fundou com Samuel Wainer o jornal Última Hora. Opôs-se ao Estado Novo de Getúlio Vargas e ao Golpe Militar de 1964. Foi preso no rastro da Intentona Comunista de 1935 e teve os direitos políticos cassados pelo regime militar. Suas entrevistas concedidas ao Pasquim foram publicadas no livro Barra Pesada.
Octávio Malta morreu aos 82 anos, vítima de edema pulmonar. Era casado com Rosa Gomes Malta e deixou três filhos: o jornalista Dácio Malta e os economistas Sérgio e Márcio.

## Rota 66: A Polícia que Mata
A série lançada pelo GloboPlay (2022) mostra a relação de Pena Branca com o jornalista Caco Barcellos, autor do livro homônimo que inspirou a série. Pena Branca é interpretado pelo ator Adriano Garib e aparece como mentor e amigo do introspectivo Caco Barcellos, ajudando-o na apuração das mortes violentas provocadas por policiais militares da ROTA. Na série é possível ver Pena Branca contando sobre sua doença e seu velório.